# Cmentarz przy ulicy Michałowskiego w Katowicach
Cmentarz przy ulicy Piotra Michałowskiego w Katowicach – rzymskokatolicki cmentarz parafialny parafii Matki Bożej Częstochowskiej, znajdujący się w Katowicach przy ulicy P. Michałowskiego, na terenie dzielnicy Podlesie. Założony został w 1922 roku.

## Historia
Zanim został założony cmentarz w Podlesiu, zmarli byli chowani na nekropolii w Mikołowie. Podleski cmentarz został otwarty 21 czerwca 1922 roku (w tym dniu wydano zgodę na grzebanie zmarłych), a założono go przy dawnej drodze polnej – późniejszej ulicy P. Michałowskiego. Pośrodku niego umieszczono wysoki krzyż z cynkowanym krucyfiksem. Teren pod cmentarz o powierzchni 0,813 ha został zakupiony przez ks. Karola Wientzka od Józefa Masnego z Zarzecza. W 1925 roku erygowano podleską parafię Matki Bożej Częstochowskiej, która w tym samym roku przewłaszczyła cmentarz.
W 1926 roku ustawiono ogrodzenie cmentarza z wotami, które podarował Tomasz Brożek z Podlesia. W 1929 roku zawieszono dzwon, który wcześniej był używany przy eksportacjach zmarłych do Mikołowa.
W sąsiedztwie cmentarza parafialnego w 1932 roku naczelnik gminy Podlesie Robert Jarczyk założył cmentarz komunalny, który pozostawał formalnie własnością gminy. Powodem założenia osobnej nekropoli był jego konflikt z proboszczem podleskiej parafii ks. Karolem Wientzkiem. Korzystając z rozszerzenia funkcjonowania ustawy o grzebaniu zmarłych z 1932 roku, Jarczyk zakupił parcelę obok cmentarza parafialnego, gdzie zostało wzniesione mauzoleum dla niego i członków jego rodziny, które ostatecznie pozostało puste (Robert Jarczyk został pochowany w Mikołowie). Cmentarz ten otoczono wysokim murem z wnękami na urny dla skremowanych zmarłych.
W czasie niemieckiej okupacji podczas II wojny światowej na podleskim cmentarzu pochowano nieznanych jeńców wojennych, a w 1945 roku żołnierzy niemieckich, których w 2021 roku ekshumowano i przeniesiono na cmentarz w Siemianowicach Śląskich. W 1947 roku pochowano 37 osób (m.in. harcerzy i kolejarzy), rozstrzelanych przez Niemców w zarzeckich lasach 17 września 1939 roku. Po wojnie cmentarz służył także jako miejsce pochówku najbiedniejszych i skazańców, na których wykonano wyroki śmierci w katowickim więzieniu, a ich groby nie posiadały pomników ani krzyży.
Cmentarz założony przez Jarczyka został po wojnie upaństwowiony. Parafia starała się o przejęcie tego niszczejącego z biegiem czasu miejsca, lecz lokalne władze konsekwentnie odmawiały. Dopiero w 1993 roku został on przejęty przez parafię, a w październiku 2000 roku obie nekropolie połączono ze sobą. Wcześniej, bo w listopadzie 1997 roku poświęcono dwie odrestaurowane mogiły: poległych we wrześniu 1939 roku oraz ofiar niemieckich obozów koncentracyjnych, w której umieszczono prochy zmarłych w KL Auschwitz.

## Charakterystyka
Cmentarz przy ulicy P. Michałowskiego w Katowicach to cmentarz rzymskokatolicki parafii Matki Bożej Częstochowskiej w Katowicach-Podlesiu o powierzchni 1,0 ha. Składa się z dwóch połączonych ze sobą części. Zachodnia część z modernistyczną kaplicą założona jest na planie prostokąta, ogrodzona murem, z bramą. Wschodnia natomiast założona jest na planie prostokąta, z parą krzyżujących się w centrum alejek, pośrodku której znajduje się betonowy krzyż.
Kaplica cmentarna jest obiektem murowanym z cegły i tynkowanym, zwieńczonym trójspadowym dachem. Na jej zwieńczeniu znajduje się kuty krzyż.
Średnio na podleskim cmentarzu odbywa się 50 pochówków rocznie, a do 2010 roku było ich łącznie blisko 3,7 tysięcy.

## Pochowani
Spoczywają tu m.in.:
- Jan Filak (1884–1932) – urzędnik, działacz „Sokoła” w Kostuchnie[12][13],
- Bolesław Holecki (1932–2017) – nauczyciel, działacz szachowy i społeczny[14][15],
- Michał Smolorz (1955–2013) – dziennikarz, publicysta[16],
- ks. Karol Wientzek (1881–1944) – pierwszy proboszcz podleskiej parafii Matki Bożej Częstochowskiej[10][17].